# Ahamkara mudra
Ahamkára mudra, ook wel ego-overstijgend gebaar, is een mudra in hatha yoga. Een mudra (Sanskriet voor zegel of gebaar) is een term die teruggaat op de klassieke teksten van de veda's en betekent in dit geval dat de hand in een bepaalde stand wordt gehouden waardoor er prana op een bepaalde manier door geleid wordt. Mudra's worden voornamelijk beoefend tijdens het mediteren.
Bij deze mudra worden de vingers op dezelfde manier gehouden als de jnana mudra, met de wijsvinger tegen het midden van de duim gezet en de andere drie vingers rechtuit. Echter is nu de hand andersom gedraaid, met de handpalm naar voren. Aan de vingers wordt een verschillende betekenis toegeschreven. De duim staat voor de goddelijke energie. Het is het symbool voor wilskracht dat niet geconditioneerd is door karma. De wijsvinger wordt in verband gebracht met Jupiter en staat symbool voor het ego en expansie. De energieën zouden worden beheerst door onbewuste patronen.
De jnana mudra (wijsheidsgebaar) zou de godheid openbaren en de ahamkara mudra (het ego-overstijgende gebaar) de individualiteit, terwijl ze in de ohm mudra (godheidsgebaar) bij elkaar komen en alleen het leven zich manifesteert. Deze mudra zou geschikt zijn voor mensen die zich moeilijk kunnen handhaven, bijvoorbeeld wanneer ze niet voldoende zelfvertrouwen hebben. Het ego-overstijgende gebaar zou de kracht geven het ego op bepaalde momenten als het ware opzij te zetten. Hierdoor zou zich juist de energie in de mens gaan manifesteren.